# Михаляк, Томаш
Томаш Михаляк (пол. Tomasz Michalak; 21 декабря 1940, Краков — 10 июля 1986, Ньюарк (Нью-Джерси)) — польский и американский скрипач и дирижёр.
Окончил Варшавскую музыкальную академию, ученик Ирены Дубиской (скрипка) и Станислава Вислоцкого (дирижирование). В 1962 году занял четвёртое место на Международном конкурсе скрипачей имени Венявского.
В 1964 году эмигрировал в США и в дальнейшем работал преимущественно как дирижёр. Дирижировал оркестром Русского балета Монте-Карло в ходе его американских гастролей и камерным оркестром в Филадельфии, где был замечен Гюнтером Шуллером, рекомендовавшим его в музыкальную школу Мальборо, — там Михаляк был удостоен премии и в 1965—1966 гг. работал ассистентом дирижёра. С 1967 г. преподавал и руководил оркестром в Итакском колледже, выступал в Буффало, Детройте, Милуоки, Сан-Диего. В 1973 г. музыкальный руководитель Филармонического оркестра Северовосточной Пенсильвании в городе Уилкс-Барре, в 1974 г. помощник дирижёра в Питтсбургском симфоническом оркестре, в 1976—1977 гг. возглавлял Кантонский симфонический оркестр в Кантоне. В 1977—1983 гг. главный дирижёр Симфонического оркестра Нью-Джерси, одновременно в 1981—1982 гг. музыкальный консультант Филармонического оркестра Канзас-Сити.
Как дирижёр записал концерт для скрипки с оркестром № 2 Генрика Венявского с Симфоническим оркестром Польского радио, солист Вадим Бродский.
Умер от инфаркта.